# Ryan Smyth
Ryan Alexander Borden Smyth (Banff, Canadá, 21 de febrero de 1976) es un exjugador profesional de hockey sobre hielo canadiense que jugó la mayor parte de su carrera para los Edmonton Oilers de la Liga Nacional de Hockey (NHL). Era especialmente conocido por jugar al estilo de un ala-pívot . Smyth anunció su retiro el 11 de abril de 2014, luego de 19 temporadas en la NHL. Actualmente es uno de los propietarios de AJHL Spruce Grove Saints . 
Durante su carrera infantil, Ryan Smyth pasó tres años con los Moose Jaw Warriors de la Western Hockey League (WHL), anotando 105 puntos durante la temporada 1993-94. Smyth luego fue seleccionado sexto en el Draft de entrada de la NHL de 1994 por los Edmonton Oilers . Ese año sólo jugó tres partidos para los Oilers, ya que permaneció la mayor parte del año en Moose Jaw. Pasó 12 temporadas con Edmonton antes de ser canjeado a los New York Islanders en 2007 debido a negociaciones de contrato fallidas. Al convertirse en agente libre sin restricciones en la siguiente temporada baja, firmó un contrato de cinco años con Colorado Avalanche . Después de dos temporadas con el equipo, fue canjeado a Los Angeles Kings en julio de 2009. El 26 de junio de 2011, fue readquirido por los Edmonton Oilers por Colin Fraser y una selección de séptima ronda en 2012 . 
Smyth ha representado a Canadá en competencias internacionales en numerosas ocasiones. Ha ganado medallas de oro en el Campeonato del mundo de Hockey sobre hielo juvenil de 1995, 2003 y 2004, los Juegos Olímpicos de Invierno de 2002, y la Copa del Mundo de Hockey 2004. Habiendo servido como capitán del equipo del Campeonato Mundial de Canadá durante un récord de equipo durante seis años (2001-05 y 2010), se ha ganado el apodo de "Capitán Canadá". Smyth también es el líder de todos los tiempos de Canadá en juegos jugados en el torneo. Jugó un récord de 90 juegos de Hockey para Canadá y se convirtió en el único jugador en la historia del hockey en ganar el oro en todos los Juegos Olímpicos, Copa del Mundo, Campeonatos del Mundo, Mundial Juvenil y Copa Spengler. Será incluido en el Salón de la Fama de la IIHF en 2020. 

## Carrera deportiva

### Moose Jaw Warriors (1992-1995)
Smyth jugó en las categorías inferiores con los Moose Jaw Warriors de la Western Hockey League (WHL). A partir de 1991-1992, debutó en dos partidos con el equipo, sin registrar puntos. La siguiente temporada, anotó 19 goles y 33 puntos en 64 partidos como novato. En 1993-94, mejoró a 50 goles y 105 puntos en 72 juegos, convirtiéndose en un prospecto superior de la NHL. Durante la siguiente temporada baja, fue seleccionado sexto en general por los Edmonton Oilers en el Draft de entrada de la NHL de 1994 . Algunos cazatalentos de los Oilers querían reclutar a Ethan Moreau (futuro capitán de los Oilers), en parte porque era un compañero de línea de la cuarta selección general de los Oilers y a Jason Bonsignore (que solo terminó jugando 79 partidos de la NHL, 21 de los cuales con los Oilers). Sather, sin embargo, siguió la opinión del cazatalentos Lorne Davis y seleccionó a Smyth en su lugar.
Siguiendo a su selección, Smyth regresó a la WHL por una temporada más con Moose Jaw, registrando 41 goles y 86 puntos en 50 juegos en 1994–95 . Ayudó a los Warriors a clasificarse para los playoffs por primera vez en su mandato con el equipo y agregó 15 puntos en 10 juegos de postemporada. Smyth tuvo su número 28 retirado por los Moose Jaw Warriors en 2015.

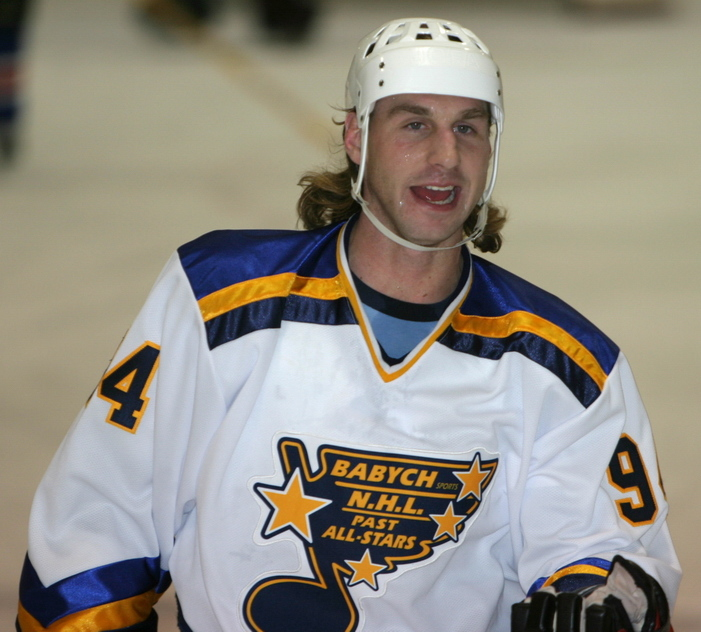
Smyth participando en el Juego de Estrellas de caridad de Wayne Babych en 2005

### Edmonton Oilers (1994-2007)
Durante su última temporada juvenil, Smyth fue llamado brevemente a la NHL por los Oilers. Hizo su debut el 22 de enero de 1995, en un partido fuera de casa contra Los Angeles Kings. Jugando en tres juegos en total, no registró ningún punto. La temporada siguiente, anotó su primer gol, el 24 de noviembre de 1995, contra Trevor Kidd de los Calgary Flames mientras estaba en el power play. Luego pasó a registrar dos goles y 11 puntos en 48 juegos como novato, mientras que también pasó tiempo en la Liga Americana de Hockey (AHL) con la filial de ligas menores de los Oilers, los Cape Breton Oilers. Logró 11 puntos en 9 juegos AHL en 1995-96. 
Smyth pasó toda la temporada 1996-1997 con los Oilers y mejoró a 39 goles (un récord personal) y 61 puntos en 82 juegos. Al comienzo de la temporada, el 8 de octubre de 1996, registró el primero de los cinco hat tricks de su carrera. Con 20 goles de power play, empató el récord del equipo de Wayne Gretzky, establecido en 1983–84 . En los playoffs de 1997, sumó 10 puntos en 12 partidos. A pesar de una fuerte segunda temporada de la NHL, luchó en las siguientes dos campañas con esfuerzos de 33 y 31 puntos. En 1999-2000, volvió a la forma con un año de 28 goles y 54 puntos. La temporada siguiente, registró 39 asistencias y 70 puntos, el máximo de su carrera, y ocupó el segundo lugar en la puntuación del equipo detrás del capitán del equipo y centro de primera línea Doug Weight .
Cuando Weight fue cambiado en la temporada baja a los St. Louis Blues, Smyth asumió un papel más importante como líder ofensivo en el equipo. Durante el resto de su mandato con los Oilers, se mantuvo en el rango de 50 a 60 puntos. Durante la temporada 2001-02, ocupó el tercer lugar en anotaciones por equipo con 15 goles y 50 puntos a los 60 puntos de Mike Comrie y Anson Carter, a pesar de jugar 21 partidos menos que ellos debido a una lesión. La temporada siguiente, apareció en 66 partidos y aumentó sus totales ofensivos a 27 goles y 61 puntos. Fue la primera vez en su carrera que lideró a los Oilers en anotaciones, superando a Todd Marchant por un punto. Durante la temporada baja, Smyth solicitó un arbitraje salarial después de que inicialmente no llegó a un acuerdo sobre un nuevo contrato con los Oilers. El 14 de agosto de 2003, ambas partes evitaron el arbitraje al firmar un contrato de dos años. 
Jugando 82 partidos en 2003-04, Smyth anotó 59 puntos (23 goles y 36 asistencias) para liderar a los Oilers en anotaciones por segundo año consecutivo. Debido al cierre patronal de la NHL 2004-05, Smyth pasó la temporada inactivo. Cuando el juego de la NHL se reanudó el año siguiente, se acercó a los totales más altos de su carrera con 36 goles y 66 puntos. Con varios jugadores jóvenes emergiendo en la lista del equipo, Smyth ocupó el cuarto lugar en puntuación del equipo, detrás de Aleš Hemský, Shawn Horcoff y Jarret Stoll . Sus 19 goles de power play estuvieron dentro de uno de los récords del equipo que estableció previamente en su segundo año con los Oilers.
A principios de la temporada siguiente, durante un juego contra los San Jose Sharks el 12 de octubre de 2006, Smyth rompió un récord de los Oilers por los tres goles más rápidos marcados en un concurso. Con los Sharks ganando 4-2 en el tercer período, registró un triplete con dos goles en el juego de poder y uno más en un 5 contra 5 en un lapso de dos minutos y un segundo, rompiendo el anterior. récord del equipo establecido por Wayne Gretzky el 18 de febrero de 1981, por 17 segundos. Fue el quinto triplete de la carrera de Smyth cuando Edmonton ganó el juego 6-4. En el último año de su contrato, Smyth disfrutaba de una de las temporadas más productivas de su carrera. Como resultado, fue elegido para su primer Juego de Estrellas de la NHL en 2007 . Con los Oilers incapaces de extender su contrato antes de la fecha límite de intercambio de la NHL, Smyth fue transferido a los New York Islanders a cambio de los prospectos Robert Nilsson y Ryan O'Marra, así como una selección de primera ronda en el Draft de entrada de la NHL 2007 . Se informó que Smyth estaba pidiendo un acuerdo a largo plazo por valor de al menos $5 millones por temporada para permanecer en Edmonton. La medida se hizo para asegurar que el equipo no perdiera a Smyth por nada, ya que se convirtió en agente libre sin restricciones en la temporada baja.
A pesar de jugar el resto de la temporada con los Islanders, terminó empatado en el liderato de los Oilers en anotación de puntos ese año; Petr Sýkora tuvo 53 puntos en 82 juegos. Antes de abordar un vuelo a Nueva York con su familia, Smyth se dirigió entre lágrimas a los medios de comunicación en el Aeropuerto Internacional de Edmonton, agradeciendo a los engrasadores por su tiempo en la organización y expresando su pesar por tener que irse. Dijo que iba a ganar la Copa Stanley con los Islanders y llevarla a Edmonton. Dejando a los Oilers después de 12 temporadas, ocupó el séptimo lugar en la lista de todos los tiempos del equipo por puntos anotados con 549 en 770 juegos.

### New York Islanders (2007)
Smyth debutó con los Islanders el 1 de marzo de 2007, durante un partido contra los St. Louis Blues. Anotó su primer punto como islander con una asistencia en el primer gol del power play de Mike Sillinger; Nueva York perdió el juego 3-2 en tiempo extra. Dos días después, registró su primer gol como islander en la victoria por 6-2 contra los Washington Capitals. Jugando en 18 partidos con los Islanders para cerrar la temporada 2006-07, Smyth anotó 15 puntos (5 goles y 10 asistencias). Combinado con sus estadísticas de Edmonton, terminó con 36 goles y 68 puntos, el segundo total más alto de su carrera. Los esfuerzos de Smyth ayudaron a los Islanders a vencer a los Toronto Maple Leafs y los Montreal Canadiens por el octavo y último juego en la Conferencia Este para los playoffs de 2007.

### Colorado Avalanche (2007-2009)

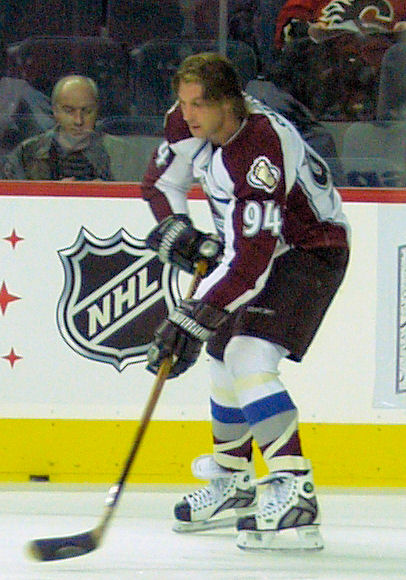
Smyth jugando para los Colorado Avalanche.

Al convertirse en agente libre sin restricciones el 1 de julio de 2007, Smyth firmó un contrato de cinco años y $ 31.2 millones con Colorado Avalanche. Después de debutar con el Avalanche el 3 de octubre de 2007, en una victoria por 4-3 contra los Dallas Stars, marcó su primer gol con su nuevo equipo cuatro días después. Venciendo al portero Evgeni Nabokov, con pocas manos durante el tercer período, ayudó a Colorado a una victoria por 6-2. Jugando en la primera línea, Smyth encontró una dupla temprana con el centro y capitán del equipo Joe Sakic . Sin embargo, el dúo fue interrumpido, ya que ambos jugadores estuvieron fuera de juego debido a lesiones durante gran parte de la temporada; Smyth incluyó dolencias de cuello, tobillo y cabeza. Limitado a 55 partidos, registró 14 goles y 37 puntos, los totales más bajos de su carrera desde la temporada 1998–99. Durante los playoffs de 2008, Smyth ayudó a Colorado a superar a Minnesota Wild en la primera ronda. Sin embargo, fueron barridos en la siguiente ronda por los Detroit Red Wings, quienes ganaron la Copa Stanley ese año. Smyth se perdió los dos últimos partidos de los playoffs por una lesión en el pie, terminando con dos goles y cinco puntos en ocho partidos. 
Smyth se recuperó de un primer año lleno de lesiones con el Avalanche al mantenerse saludable durante la mayor parte de la temporada 2008-09. Durante la campaña, Ryan Smyth y el lateral derecho Milan Hejduk anotaron sus respectivos 300 goles de sus carreras el 18 de enero de 2009, contra los Calgary Flames en una victoria por 6-2 en el Pepsi Center. Luego pasó a registrar 26 goles y 33 asistencias para 59 puntos en 77 juegos, antes de fracturarse la mano derecha el 1 de abril de 2009, en una derrota en casa por 3-0 contra los Phoenix Coyotes, terminando su temporada cinco juegos antes. Empató en el liderato del equipo en anotación de puntos con Hejduk, quien jugó en cinco juegos más que Smyth. Lidiando con lesiones a largo plazo tanto de Paul Stastny como del capitán Joe Sakic, el Avalanche luchó como equipo y terminó último en la Conferencia Oeste .

### Los Angeles Kings (2009-2011)
Con el Avalanche en medio de un proceso de reconstrucción, Smyth fue cambiado a Los Angeles Kings el 3 de julio de 2009, a cambio de Kyle Quincey, Tom Preissing y una selección de quinta ronda en el Draft de Entrada de la NHL de 2010. Durante su debut en los Kings el 3 de octubre de 2009, ayudó en el primer gol del equipo de la temporada de Anže Kopitar. Los Kings, sin embargo, perdieron el juego 6-3 ante los Phoenix Coyotes. Su primer gol con los Kings llegó cinco días después, marcando contra el portero del Minnesota Wild Josh Harding en la victoria por 6-3. Jugando regularmente en línea con Jarret Stoll y Dustin Brown, registró 22 goles y 53 puntos en 67 juegos, ocupando el cuarto lugar en puntuación por equipo. Los esfuerzos de Smyth lo ayudaron a clasificar para los playoffs por primera vez después de ocho años. 
Un mes después de la temporada 2010-11, Smyth jugó el partido número 1000 de su carrera en la NHL el 6 de noviembre de 2010. Sus compañeros de equipo reconocieron el logro al usar pelucas salmonetes durante su patinaje matutino, en alusión al estilo de cabello distintivo de Smyth. Los Kings ganaron el juego 4-1 sobre los Nashville Predators, con Smyth anotando un gol en el segundo período. Jugando en un total de 82 partidos, Smyth terminó la temporada con 23 goles y 47 puntos. Los Kings se clasificaron para los playoffs con el séptimo sembrado y fueron eliminados en la primera ronda por los San Jose Sharks . 
Durante la temporada baja, se informó que Smyth había informado a la gerencia de los Kings que preferiría jugar el último año de su contrato con los Oilers.

### Regreso a los Oilers (2011-2014)
El 24 de junio de 2011, el día del Draft de entrada a la NHL de 2011, se informó que los Edmonton Oilers y Los Angeles Kings habían llegado a un acuerdo de que Smyth iría a Edmonton a cambio de Gilbert Brulé y una selección de cuarta ronda en el Borrador de entrada a la NHL 2011 . Sobre el tope salarial y las preocupaciones por lesiones, el intercambio nunca se concretó debido al plan de los Kings de comprar el contrato de Brulé; sin embargo, la NHL prohíbe al equipo comprar jugadores lesionados. Smyth quería dejar a los Kings y volver a los Oilers, ya que quería terminar su carrera donde la comenzó. El 26 de junio de 2011, los Kings cambiaron oficialmente a Smyth a Edmonton por Colin Fraser y una selección de séptima ronda en el Draft de entrada de la NHL de 2012 .
En la temporada 2011-12, su primera de regreso con los Oilers, Smyth fue el único engrasado en jugar los 82 partidos, y fue quinto en anotar con 46 puntos. El 27 de febrero de 2012, registró el punto 800 de su carrera, una asistencia, contra los Winnipeg Jets .
El 26 de enero de 2014, Smyth empató con Wayne Gretzky en el puesto número dos en la lista de goles de todos los tiempos de juego de poder de los Oilers en una victoria por 5-1 sobre los Nashville Predators. El 6 de marzo, superó a Gretzky y empató a Glenn Anderson en la mayor cantidad de goles de juego de poder en la historia de la franquicia con 126.
Con los Oilers fuera de la posición de playoffs hacia el final de la temporada 2013-14, el 11 de abril, Smyth anunció su retiro después de 19 temporadas de la Liga Nacional de Hockey a los 38 años. Se desempeñó como capitán del equipo en su último juego y también recibió los honores de primera estrella del juego.

### Post NHL
Después de su retiro de la NHL, Ryan Smyth jugó en la liga de hockey masculino senior AAA de Alberta. El 11 de marzo de 2017, en el Juego 1 de las finales de la liga, Smyth fue golpeado después de anotar un gol por el jugador de ligas menores Kyle Sheen. Smyth permaneció en el suelo durante varios minutos y le diagnosticaron una conmoción cerebral. Sheen no recibió ninguna sanción en la jugada, pero la liga lo suspendió 16 juegos luego de una revisión de video. 

## Torneos internacionales
Smyth debutó en el hockey canadiense con el equipo sub-20 del país en el Campeonato Mundial Juvenil de 1995 en Red Deer, Alberta . Logró dos goles y siete puntos cuando Canadá se mantuvo invicto en siete juegos para ganar la medalla de oro. Cuatro años más tarde, Smyth fue elegido para el equipo masculino de Canadá para el Campeonato Mundial IIHF 1999 en Noruega. Como resultado de las cortas temporadas de playoffs de los Oilers (el equipo llegó a la segunda ronda dos veces y a la final una vez en su mandato de 12 años), Smyth fue un pilar en la lista del Campeonato Mundial de Canadá (el torneo internacional entró en conflicto con el calendario de playoffs de la NHL). El torneo de 1999 marcó la primera de siete apariciones consecutivas de Smyth. Logró dos asistencias en nueve juegos y Canadá terminó en cuarto lugar, perdiendo el juego por la medalla de bronce ante Suecia . 
Al año siguiente, en Rusia, Smyth mejoró a tres goles y nueve puntos en nueve partidos, el máximo de su carrera internacional. Canadá terminó cuarto por segundo año consecutivo, ya que perdió el juego por la medalla de bronce ante Finlandia . En preparación para el Campeonato Mundial IIHF de 2001 en Alemania, Smyth fue nombrado capitán del equipo de Canadá; marcó el primero de los cinco años que ocupó ese cargo, lo que le valió el apodo de "Capitán Canadá". Smyth registró dos goles y cinco puntos en siete partidos, pero Canadá se enfrentó a una salida anticipada al ser eliminados por Estados Unidos en los cuartos de final. 
En diciembre de 2001, Smyth fue seleccionado para el equipo de Canadá para los Juegos Olímpicos de Invierno de 2002 en Salt Lake City, Utah . Fue la primera vez que fue seleccionado para un equipo nacional cuando todos los jugadores de la NHL estaban disponibles (la liga suspendió temporalmente el juego durante la temporada 2001-02 para permitir que sus jugadores participaran). Smyth contribuyó con una asistencia en seis juegos, ayudando a Canadá a ganar su primera medalla de oro olímpica en hockey sobre hielo desde 1952. También fue la primera medalla de oro de Smyth a nivel masculino. Más tarde ese año, hizo su cuarta aparición consecutiva en el Campeonato Mundial en Suecia. Canadá volvió a ser eliminado en cuartos de final, esta vez ante Eslovaquia. Smyth anotó cuatro goles y no asistió en siete partidos. 
Después de cuatro años sin una medalla en la competencia del Campeonato Mundial, Smyth fue el capitán de Canadá al oro en el Campeonato Mundial IIHF 2003 en Finlandia. Logró dos goles y cuatro puntos en nueve partidos, camino de una victoria por 3-2 sobre Suecia en la final. Canadá defendió su medalla de oro al año siguiente en la República Checa . En una revancha de la final del año anterior, Canadá venció a Suecia por 5-3. En nueve partidos del torneo, Smyth contribuyó con dos goles y cuatro puntos. 
En septiembre de 2004, la NHL y la Asociación de Jugadores de la NHL celebraron la primera Copa del Mundo de Hockey en ocho años. Realizado fuera del calendario de la NHL (aunque el juego de la liga se suspendió para la temporada 2004-05 debido a un cierre patronal), todos los jugadores eran elegibles para participar. Smyth fue incluido en la selección nacional y contribuyó con tres goles y una asistencia en seis partidos. Canadá ganó el título de la Copa del Mundo con una victoria sobre Finlandia en la final. Al año siguiente, todos los jugadores de la NHL volvieron a estar disponibles para la competición internacional en el Campeonato Mundial IIHF 2005 en Austria, debido al cierre permanente. Smyth retuvo su capitanía y ayudó a Canadá al juego por la medalla de oro por tercer año consecutivo. Frente a la República Checa, fueron eliminados por 3-0, ganando la medalla de plata. 
En diciembre de 2005, fue nombrado miembro del equipo olímpico de Canadá para los Juegos Olímpicos de Invierno de 2006 en Turín, Italia. Sin embargo, Canadá no pudo defender su medalla de oro de 2002 y fue eliminado en los cuartos de final por Rusia. Smyth se limitó a una asistencia en seis juegos. También fue seleccionado para la lista de verano de los Juegos Olímpicos de Invierno de 2010 para el equipo de Canadá en agosto de 2009, pero no pasó a la lista final.
El torneo del Campeonato Mundial IIHF 2010 en Alemania marcaría la última aparición de Smyth para Canadá, donde fue nombrado capitán del equipo por sexta vez, un récord canadiense en el torneo. Al principio del torneo, sufrió una lesión en el tobillo durante la práctica y se mantuvo alejado del resto de la competencia. Canadá perdió los cuartos de final ante Rusia ese año. En 2012, ganó la Copa Spengler jugando para Canadá, nuevamente como capitán del equipo. 

## Estilo de juego
Smyth jugó al estilo de un ala-pívot, dependiendo en gran medida de su tamaño y fuerza para contribuir ofensivamente. Al posicionarse frente a la red, ganó la mayoría de sus goles lanzando discos más allá del portero o anotando rebotes. No poseía habilidades de tiro, manejo de palos o patinaje particularmente bueno. Se sabía que usaba un palo de dos piezas (eje compuesto con hoja de madera) con hoja plana, las cuales eran tendencias que en gran parte quedaron obsoletas durante o antes de la carrera de Smyth. Como resultado, su éxito se basó menos en la habilidad, y más en la fuerza y la determinación.   

## Vida personal
Smyth y su esposa Stacey tienen tres hijas, Isabella May (nacida el 9 de julio de 2003), Elizabeth Ann (nacida el 4 de abril de 2005) y Gabrielle Grace (nacida el 24 de junio de 2013) y un hijo, Alexander Kenneth (nacido el 26 de junio de 2008).  Su esposa es dueña de una tienda de ropa llamada Four. Su hermano mayor, Kevin jugó 58 partidos en la NHL para los Hartford Whalers.

## Premios y logros
- 1994–95 Equipo de Estrellas del Segundo Este de la WHL
- 2006–07 - Jugó en el Juego de Estrellas de la NHL
- 6 de noviembre de 2010 - Jugó en el juego número 1,000 de su carrera en la NHL
- Ganador de la Spengler Cup 2012
- Ganó el oro con el equipo de Canadá en el Campeonato Mundial Juvenil de 1995, los Juegos Olímpicos de Invierno de 2002, los Campeonatos del Mundo de 2003 y 2004 y la Copa del Mundo de 2004
- Smyth fue nombrado miembro de la Orden de Hockey en Canadá en 2018.[47]
- El 4 de febrero de 2020, fue anunciado como miembro del Salón de la Fama de la IIHF .[48]

## Estadísticas de carrera

### Temporada regular y playoffs
| 1991–92    | Moose Jaw Warriors | WHL        | 2    | 0   | 0   | 0   | 0   | —  | —  | —  | —  | —  |
| 1992–93    | Moose Jaw Warriors | WHL        | 64   | 19  | 14  | 33  | 59  | —  | —  | —  | —  | —  |
| 1993–94    | Moose Jaw Warriors | WHL        | 72   | 50  | 55  | 105 | 88  | —  | —  | —  | —  | —  |
| 1994–95    | Moose Jaw Warriors | WHL        | 50   | 41  | 45  | 86  | 66  | 10 | 6  | 9  | 15 | 22 |
| 1994–95    | Edmonton Oilers    | NHL        | 3    | 0   | 0   | 0   | 0   | —  | —  | —  | —  | —  |
| 1995–96    | Cape Breton Oilers | AHL        | 9    | 6   | 5   | 11  | 4   | —  | —  | —  | —  | —  |
| 1995–96    | Edmonton Oilers    | NHL        | 48   | 2   | 9   | 11  | 28  | —  | —  | —  | —  | —  |
| 1996–97    | Edmonton Oilers    | NHL        | 82   | 39  | 22  | 61  | 76  | 12 | 5  | 5  | 10 | 12 |
| 1997–98    | Edmonton Oilers    | NHL        | 65   | 20  | 13  | 33  | 44  | 12 | 1  | 3  | 4  | 16 |
| 1998–99    | Edmonton Oilers    | NHL        | 71   | 13  | 18  | 31  | 62  | 3  | 3  | 0  | 3  | 0  |
| 1999–2000  | Edmonton Oilers    | NHL        | 82   | 28  | 26  | 54  | 58  | 5  | 1  | 0  | 1  | 6  |
| 2000–01    | Edmonton Oilers    | NHL        | 82   | 31  | 39  | 70  | 58  | 6  | 3  | 4  | 7  | 4  |
| 2001–02    | Edmonton Oilers    | NHL        | 61   | 15  | 35  | 50  | 48  | —  | —  | —  | —  | —  |
| 2002–03    | Edmonton Oilers    | NHL        | 66   | 27  | 34  | 61  | 67  | 6  | 2  | 0  | 2  | 16 |
| 2003–04    | Edmonton Oilers    | NHL        | 82   | 23  | 36  | 59  | 70  | —  | —  | —  | —  | —  |
| 2005–06    | Edmonton Oilers    | NHL        | 75   | 36  | 30  | 66  | 58  | 24 | 7  | 9  | 16 | 22 |
| 2006–07    | Edmonton Oilers    | NHL        | 53   | 31  | 22  | 53  | 38  | —  | —  | —  | —  | —  |
| 2006–07    | New York Islanders | NHL        | 18   | 5   | 10  | 15  | 14  | 5  | 1  | 3  | 4  | 4  |
| 2007–08    | Colorado Avalanche | NHL        | 55   | 14  | 23  | 37  | 50  | 8  | 2  | 3  | 5  | 2  |
| 2008–09    | Colorado Avalanche | NHL        | 77   | 26  | 33  | 59  | 62  | —  | —  | —  | —  | —  |
| 2009–10    | Los Angeles Kings  | NHL        | 67   | 22  | 31  | 53  | 42  | 6  | 1  | 1  | 2  | 6  |
| 2010–11    | Los Angeles Kings  | NHL        | 82   | 23  | 24  | 47  | 35  | 6  | 2  | 3  | 5  | 0  |
| 2011–12    | Edmonton Oilers    | NHL        | 82   | 19  | 27  | 46  | 82  | —  | —  | —  | —  | —  |
| 2012–13    | Edmonton Oilers    | NHL        | 47   | 2   | 11  | 13  | 40  | —  | —  | —  | —  | —  |
| 2013–14    | Edmonton Oilers    | NHL        | 72   | 10  | 13  | 23  | 44  | —  | —  | —  | —  | —  |
| NHL totals | NHL totals         | NHL totals | 1270 | 386 | 456 | 842 | 976 | 93 | 28 | 31 | 59 | 88 |

### Internacional
| Año            | Equipo         | Evento         | Resultado      |    | GP | GRAMO | UNA | Ptos | PIM |
| -------------- | -------------- | -------------- | -------------- | -- | -- | ----- | --- | ---- | --- |
| 1995           | Canadá         | WJC            | Primero        | 7  | 2  | 5     | 7   | 4    |     |
| 1999           | Canadá         | baño           | Cuarto         | 10 | 0  | 2     | 2   | 12   |     |
| 2000           | Canadá         | baño           | Cuarto         | 9  | 3  | 6     | 9   | 0    |     |
| 2001           | Canadá         | baño           | Quinto         | 7  | 2  | 3     | 5   | 4    |     |
| 2002           | Canadá         | OG             | Primero        | 6  | 0  | 1     | 1   | 0    |     |
| 2002           | Canadá         | baño           | Sexto          | 7  | 4  | 0     | 4   | 2    |     |
| 2003           | Canadá         | baño           | Primero        | 9  | 2  | 2     | 4   | 2    |     |
| 2004           | Canadá         | baño           | Primero        | 9  | 2  | 2     | 4   | 2    |     |
| 2004           | Canadá         | WCH            | Primero        | 6  | 3  | 1     | 4   | 2    |     |
| 2005           | Canadá         | baño           | Primero        | 9  | 2  | 1     | 3   | 6    |     |
| 2006           | Canadá         | OG             | Séptimo        | 6  | 0  | 1     | 1   | 4    |     |
| 2010           | Canadá         | baño           | Séptimo        | 1  | 0  | 0     | 0   | 0    |     |
| Totales junior | Totales junior | Totales junior | Totales junior | 7  | 2  | 5     | 7   | 4    |     |
| Totales senior | Totales senior | Totales senior | Totales senior | 79 | 18 | 19    | 37  | 32   |     |